# Music Man
Music Man è un'azienda produttrice di strumenti e accessori musicali californiana, in particolare di chitarre elettriche, bassi elettrici e, fino al 1984, amplificatori, fondata nel 1974 da Tom Walker e Forrest White. Nel 1984 l'azienda fu rilevata da Ernie Ball, cambiando la denominazione in Ernie Ball Music Man.

## Storia

### Le origini

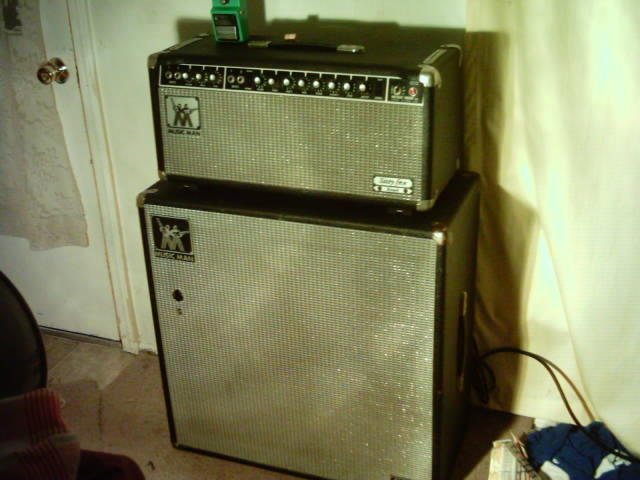
L'amplificatore "Sixty-Five", il primo della serie prodotto dalla Music Man nel 1974, deve il suo nome all'inusitata potenza, per l'epoca, di 65 Watt.

La storia della Music Man iniziò di fatto con la cessione della Fender alla CBS da parte di Leo Fender, nel 1965. Il conseguente drastico cambio di rotta nella gestione dell'azienda, infatti, in pochi anni portò molte figure di spicco, e lo stesso Leo Fender, a scegliere un percorso professionale indipendente. Fu così che nel 1971 l'ex vicepresidente della Fender, Forrest White, e un ex progettista e rappresentante commerciale della stessa, Tom Walker, fondarono la Tri-Sonix Inc. con il decisivo supporto della Clarence Leo Fender Research, la nuova società di Leo Fender, che tuttavia non poteva comparire ufficialmente a causa di un patto di non concorrenza decennale firmato con la CBS all'atto della cessione della Fender. Nel 1973 la società cambiò nome in Musitek Inc. e quindi, nel gennaio del 1974, assunse il nome definitivo di Music Man. Il primo prodotto marchiato Music Man fu nello stesso anno l'amplificatore "Sixty-Five", il primo della serie, progettato da Walker in anticipo sui tempi, grazie alla sua inedita tecnologia ibrida, con la sezione di potenza a valvole e il preamplificatore a stato solido e dotato dell'inusitata potenza di 65 Watt, presto seguito da un modello di potenza doppia.

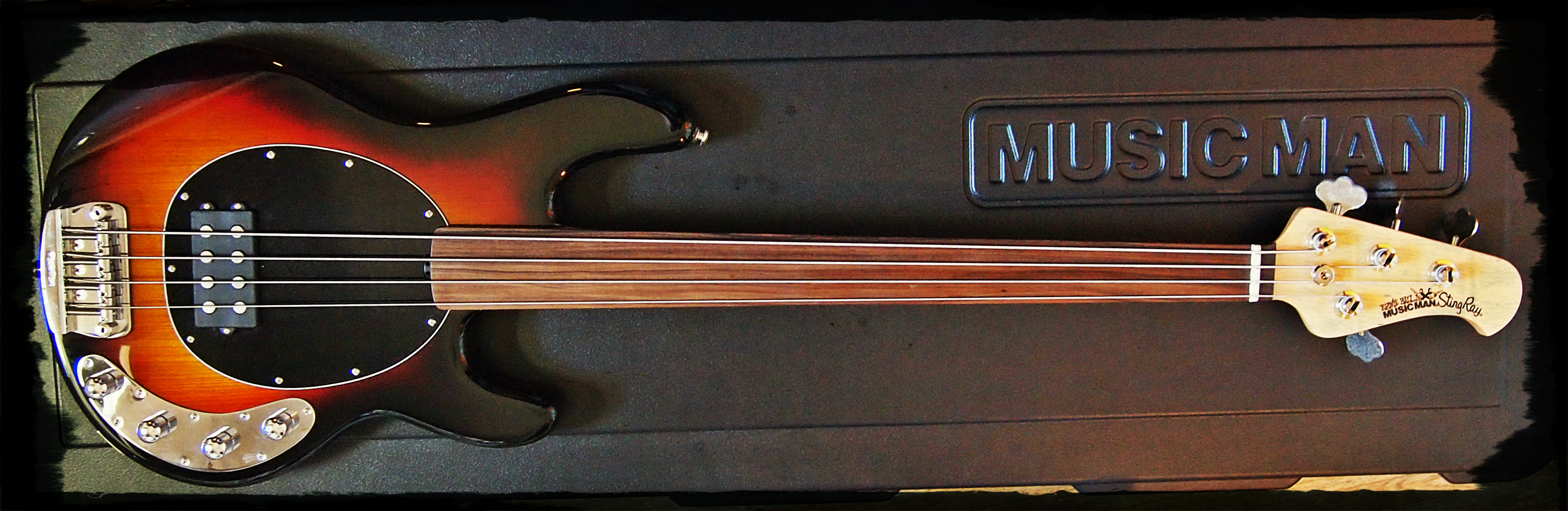
Uno StingRay Special Fretless Bass con la tipica configurazione a un humbucker al ponte e il preamplificatore attivo.

Scaduto nel 1975 il patto di non concorrenza con la CBS, Leo Fender assunse la carica formale di presidente della società e l'anno seguente impiantò a Fullerton lo stabilimento della sua CLF Research, in cui iniziò a produrre con George Fullerton, suo collaboratore e amico sin dai tempi della Fender, chitarre e bassi elettrici in esclusiva per la Music Man, che invece si concentrò direttamente sulla produzione degli amplificatori e di altri accessori in un altro stabilimento nella stessa zona. I primi frutti della collaborazione creativa e produttiva tra Music Man e CLF Research furono già nel 1976 il basso StingRay, seguito poco dopo dall'omonima chitarra, entrambi progettati da Leo Fender e Tom Walker e disegnati da White.
Il basso StingRay, in particolare, riscosse grande successo, grazie alla sua linea ergonomica, all'innovazione dell'elettronica attiva e all'hardware proprietario, con i pick-up humbucker progettati da Walker, tuttavia la collaborazione non durò ancora a lungo. Malgrado la realizzazione nel 1978 di nuovi ottimi strumenti, come le chitarre Sabre e Cutlass e il basso Sabre, gli standard di produzione della CLF Research si rivelarono, infatti, non sempre affidabili e molti strumenti non superavano il controllo di qualità della Music Man, che per questo ritardava i pagamenti, con continui contenziosi.
Fallito il tentativo di acquisire da Leo Fender la CLF Research nel 1978, il rapporto professionale tra White, Walker e Fender si deteriorò definitivamente nel 1979, quando Fender lasciò la sua carica nell'azienda e fondò la G&L per produrre bassi e chitarre per conto suo. White e Walker cercarono allora di mantenersi a galla appoggiandosi prima alla Charvel e poi alla Modulus Guitars, ma nel giro di pochi anni la Music Man venne a trovarsi sull'orlo della bancarotta.

### La Ernie Ball Music Man

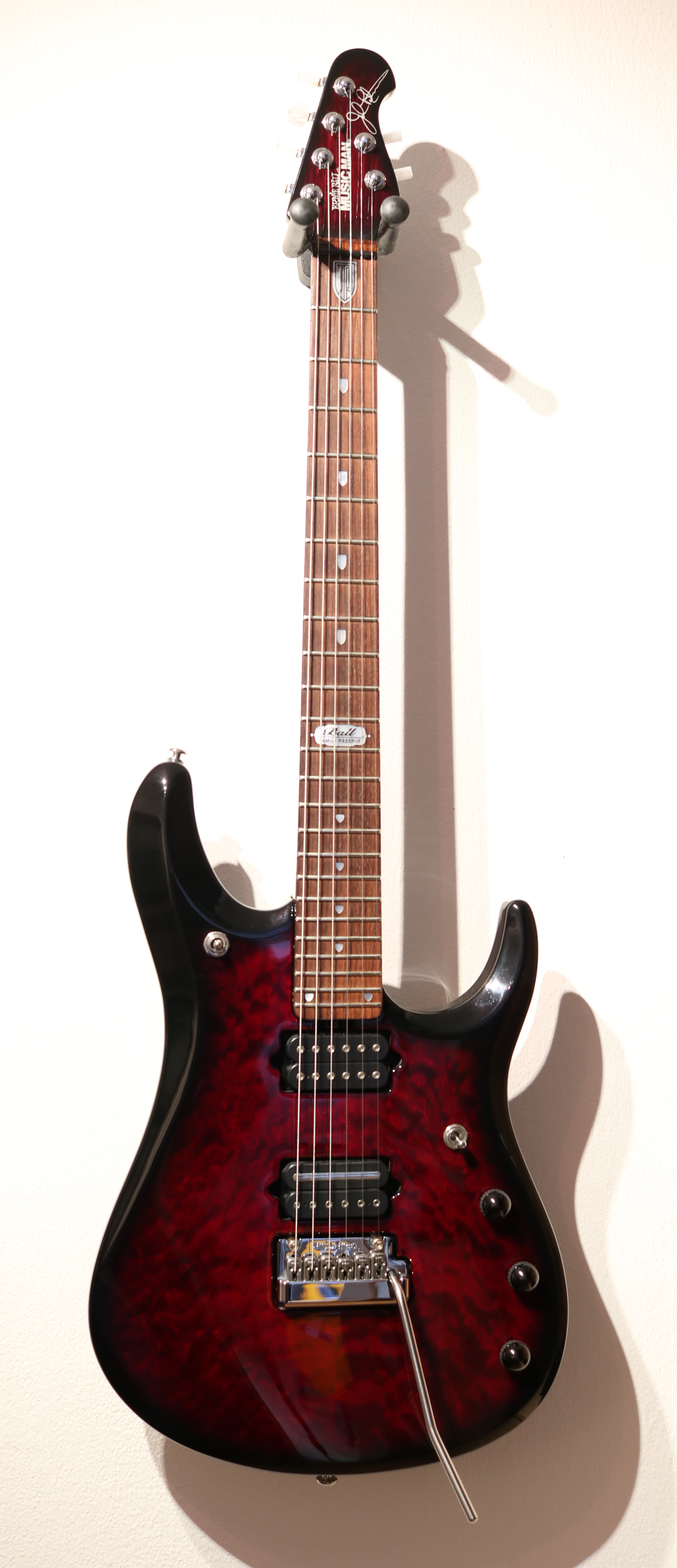
Una chitarra John Petrucci Signature JP6 BFR (Ball Family Reserve).

Fu in questa fase, nel 1984, che Ernie Ball intervenne a rilevare quel che restava dell'azienda. Già sperimentatori e produttori affermati di chitarre e bassi acustici negli anni '70 con la loro Earthwood, Ernie Ball, suo figlio Sterling e George Fullerton, già cofondatore della G&L con lo stesso Fender, non si lasciarono scappare l'occasione di rilevare la licenza dello StingRay a buon mercato.
La produzione degli amplificatori fu dismessa, mentre quella degli strumenti musicali riprese nel 1985 nello stabilimento Ernie Ball di San Luis Obispo, sempre in California, dove dei precedenti modelli Music Man continuarono a fabbricarsi solo i bassi StingRay e Sabre. La progettazione di nuovi modelli originali, invece, iniziò nello stesso anno, con l'esordio della chitarra Silhouette, disegnata da Dudley Gimple e subito molto apprezzata, cui fecero seguito negli anni successivi diversi modelli di chitarre di serie progettati con famosi chitarristi, come la Steve Morse Signature (1987), la Eddie van Halen Signature o "Axis" (1990), la Albert Lee Signature (1993), la Steve Lukather Signature o "Luke" (1993) e la John Petrucci Signature o "JP" a sei e a sette corde (1999). Per un nuovo modello di basso, eccezion fatta per la versione a cinque corde dello StingRay lanciata nel 1987, si dovette aspettare invece il 1993, quando debuttò lo Sterling, voluto e progettato da Sterling Ball, ora CEO dell'azienda, per prendere il posto del Sabre, fuori produzione dal 1991.
Mentre in questo periodo i bassi Ernie Ball Music Man erano trainanti nelle vendite, le chitarre, sebbene di ottimo livello, non potevano ancora competere con i numeri e la tradizione di Fender e Gibson, tuttavia l'idea di progettare modelli in serie con musicisti famosi diede grande popolarità e risalto al marchio in prospettiva. Nel 2003 fu quindi lanciato il nuovo basso Bongo, che riprese l'elettronica del vecchio Sabre, con i due pick-up humbucker al ponte e al manico, ma con un design molto moderno, realizzato da Sterling Ball in collaborazione con il centro design della BMW, mentre nel 2004 esordì una nuova chitarra, la Benji Madden Signature, realizzata con il chitarrista Benji Madden. Nell'autunno dello stesso anno Ernie Ball morì a 74 anni, lasciando la guida dell'azienda di famiglia nelle mani del figlio Sterling, che già da tempo ne era ormai a capo, e dei figli di questi.

### L'espansione nel mercato entry-level

Logo Sterling by Music Man.

Nel frattempo, per aumentare le vendite, dopo aver già concesso alla Hanser Holdings International/Davitt & Hanser, alla fine degli anni '90, una licenza per produrre in Asia versioni economiche di propri strumenti con il marchio "OLP", nel 2003 Sterling Ball aveva deciso di avviare anche una linea interna per la produzione in proprio di chitarre e bassi di fascia media, che furono commercializzati con il marchio "SUB" (cd. "SUB Series"). Prodotti nelle stesse fabbriche californiane dei corrispondenti modelli Music Man, i risparmi sui costi furono realizzati attraverso una minore rifinitura dei legni e della verniciatura, ma senza rinunciare alla qualità dei materiali, dell'hardware o dell'elettronica, consentendo così alla linea SUB di abbassare i prezzi senza una sostanziale perdita di qualità. Il prodotto ebbe successo e si rivelò fondamentale per supportare gli alti costi della produzione marcata Music Man durante i periodi di crisi. Chiusa la linea SUB nel 2006 e scaduto nel 2008 l'accordo con HHI/D&H, nel 2009 Sterling Ball licenziò quindi alla Praxis Musical Instruments Inc. la produzione a basso costo di vari modelli Music Man, incluso il basso StingRay, creando allo scopo anche il marchio "Sterling by Music Man", e spostò la relativa produzione dagli Stati Uniti in Indonesia, Cina e Corea del Sud, dove gli strumenti vengono assemblati con marchio "SUB" (Cina, Corea del Sud) o "Sterling by Music Man" (Indonesia), per poi passare il controllo qualità in California.

### La produzione recente
Parallelamente alla forte espansione nella fascia media ed entry-level del mercato con i nuovi marchi, l'azienda ha sempre proseguito nella ricerca e progettazione di nuovi strumenti di livello professionale marcati Music Man, interamente prodotti secondo i consueti standard di qualità superiore negli stabilimenti di San Luis Obispo, dove lavorano circa 400 addetti. Furono così messi in produzione il basso Big Al, derivato dalla chitarra Albert Lee Signature, nel 2009, il basso Reflex e l'omonima chitarra nel 2010, quindi nel 2013 fu la volta di un fugace revival del basso Sabre e dell'esperimento di alta qualità della chitarra Armada. Nel 2015, proseguendo la politica di collaborazione con noti chitarristi, ha visto la luce la Valentine, chitarra realizzata con James Valentine dei Maroon 5, seguita l'anno successivo dalla St. Vincent, dedicata all'omonima chitarrista. Sempre nel 2016 sono stati prodotti una nuova versione delle prime chitarre Music Man, la StingRay e la Cutlass, e due nuovi bassi, il Caprice e il Cutlass, con un'inedita elettronica passiva, senza preamplificazione. Nel 2019 sono state presentate la Mariposa, firmata da Omar Rodríguez-López dei The Mars Volta, e la Cutlass a sette corde Jason Richardson Signature, seguite l'anno successivo da una nuova versione della storica chitarra Sabre. Nel 2021 esordisce in produzione limitata il nuovo basso DarkRay, con elettronica realizzata in collaborazione con la Darkglass Electronics.

## Strumenti prodotti

### Chitarre elettriche

#### Music Man
- StingRay
- Sabre
- Cutlass

#### Ernie Ball Music Man
- Silhouette
- Steve Morse Signature
- Eddie van Halen Signature
- Albert Lee Signature
- Steve Lukather Signature
- John Petrucci Signature
- Benji Madden Signature
- Reflex
- Armada
- Valentine
- St. Vincent
- Mariposa

### Bassi elettrici

#### Music Man
- Music Man StingRay
- Music Man Sabre

#### Ernie Ball Music Man
- Music Man Sterling
- Music Man Bongo
- Music Man Big Al
- Music Man Reflex
- Music Man Caprice
- Music Man Cutlass
- Music Man DarkRay